# Mistrovství Československa jednotlivců na klasické ploché dráze 1959
Mistrovství Československa jednotlivců na klasické ploché dráze 1959 se skládalo z 4 závodů.

## Závody
- Z1 = Pardubice - 10. 5. 1959;
- Z2 = Přerov - 28. 6. 1959;
- Z3 = Krupka - 2. 8. 1959;
- Z4 = Banská Bystrica - 16. 8. 1959;

## Celkové výsledky
| Pořadí | Jméno             | Klub              | Body    | Body celkem |
| ------ | ----------------- | ----------------- | ------- | ----------- |
| 1.     | František Richter | Karlovy Vary      | 3,8,6,8 | 22          |
| 2.     | Jaroslav Machač   | Rudá hvězda Praha | 8,2,8,6 | 22          |
| 3.     | Luboš Tomíček     | Rudá hvězda Praha | 6,6,3,2 | 14          |
| 4.     | Richard Janíček   | Rudá hvězda Praha | 2,4,0,1 | 7           |
| 4.     | Bohumír Bartoněk  | Rudá hvězda Praha | 1,3,0,3 | 7           |
| 6.     | Stanislav Svoboda | Ústí nad Labem    | 4,0,2,0 | 6           |
| 7.     | Miloslav Špinka   | Ústí nad Labem    | 0,0,0,4 | 4           |
| 7.     | Jaroslav Volf     | Ústí nad Labem    | 0,0,4,0 | 4           |
| 9.     | Zdeněk Dominik    | Ostrava           | 0,1,1,0 | 2           |

### 1. závod Pardubice - 10. května 1959
| Pořadí | Jméno             | Klub              | Body | Body celkem |
| ------ | ----------------- | ----------------- | ---- | ----------- |
| 1.     | Jaroslav Machač   | Rudá hvězda Praha |      | 14          |
| 2.     | Luboš Tomíček     | Rudá hvězda Praha |      | 13          |
| 3.     | Stanislav Svoboda | Ústí nad Labem    |      | 13          |
| 4.     | František Richter | Karlovy Vary      |      | 12          |
| 5.     | Richard Janíček   | Rudá hvězda Praha |      | 10          |
| 6.     | Bohumír Bartoněk  | Rudá hvězda Praha |      | 10?         |
| 7.     | Libor Dušánek     | Ostrava           |      | 11          |
| 8.     | Miloslav Špinka   | Ústí nad Labem    |      | 9           |
| 9.     | Rudolf Kvarda     | Brno              |      | 7           |
| 10.    | Roman Irmiš       | České Budějovice  |      | 6           |
| 11.    | Alois Jarolím     | Brno              |      | 5           |
| 12.    | Zdeněk Dominik    | Ostrava           |      | 4           |
| 13.    | Vladimír Vidrma   | Pardubice         |      | 3           |
| 13.    | Zdeněk Rott       | Plzeň             |      | 3           |
| 15.    | Vilibald Arabas   | Ostrava           |      | 2           |
| 16.    | Jaroslav Volf     | Ústí nad Labem    |      | 0           |

### 2. závod Přerov - 28. června 1959
| Pořadí | Jméno             | Klub              | Body      | Body celkem |
| ------ | ----------------- | ----------------- | --------- | ----------- |
| 1.     | František Richter | Karlovy Vary      | 3,3,3,3,3 | 15          |
| 2.     | Luboš Tomíček     | Rudá hvězda Praha |           | 13          |
| 3.     | Richard Janíček   | Rudá hvězda Praha |           | 12          |
| 4.     | Bohumír Bartoněk  | Rudá hvězda Praha |           | 11          |
| 5.     | Jaroslav Machač   | Rudá hvězda Praha |           | 10          |
| 6.     | Zdeněk Dominik    | Ostrava           |           | 10          |
| 7.     | Stanislav Svoboda | Ústí nad Labem    |           | 10          |
| 8.     | Roman Irmiš       | České Budějovice  |           | 9           |
| 9.     | Josef Slunéčko    | České Budějovice  |           | 6           |
| 9.     | Alois Jarolím     | Brno              |           | 6           |
| 11.    | Oldřich Venglár   | Ostrava           |           | 3           |
| 12.    | Vilibald Arabas   | Ostrava           |           | 2           |
| 13.    | Zdeněk Rott       | Plzeň             |           | 1           |
| 14.    | Libor Dušánek     | Ostrava           |           | 0           |

### 3. závod Krupka - 2. srpna 1959
| Pořadí | Jméno             | Klub              | Body | Body celkem |
| ------ | ----------------- | ----------------- | ---- | ----------- |
| 1.     | Jaroslav Machač   | Rudá hvězda Praha |      | 14          |
| 2.     | František Richter | Karlovy Vary      |      | 13          |
| 3.     | Jaroslav Volf     | Ústí nad Labem    |      | 12          |
| 4.     | Luboš Tomíček     | Rudá hvězda Praha |      | 12          |
| 5.     | Stanislav Svoboda | Ústí nad Labem    |      | 11          |
| 6.     | Zdeněk Dominik    | Ostrava           |      | 8           |
| 7.     | Richard Janíček   | Rudá hvězda Praha |      | 8           |
| 8.     | Miloslav Špinka   | Ústí nad Labem    |      | 8           |
| 9.     | Libor Dušánek     | Ostrava           |      | 8           |
| 10.    | Bohumír Bartoněk  | Rudá hvězda Praha |      | 6           |

### 4. závod Banská Bystrica - 16. srpna 1959
| Pořadí | Jméno             | Klub              | Body      | Body celkem |
| ------ | ----------------- | ----------------- | --------- | ----------- |
| 1.     | František Richter | Karlovy Vary      | 3,3,3,3,3 | 15          |
| 2.     | Jaroslav Machač   | Rudá hvězda Praha |           | 14          |
| 3.     | Miloslav Špinka   | Ústí nad Labem    |           | 11          |
| 4.     | Bohumír Bartoněk  | Rudá hvězda Praha |           | 11          |
| 5.     | Luboš Tomíček     | Rudá hvězda Praha |           | 9           |
| 6.     | Richard Janíček   | Rudá hvězda Praha |           | 9           |
| 7.     | Stanislav Svoboda | Ústí nad Labem    |           | 8           |
| 7.     | Zdeněk Dominik    | Ostrava           |           | 8           |
| 7.     | Zdeněk Rott       | Plzeň             |           | 8           |
| 10.    | Vladimír Uher     | Hradec Králové    |           | 6           |
| 11.    | Vladimír Vidrma   | Pardubice         |           | 5           |
| 11.    | Alois Jarolím     | Brno              |           | 5           |
| 13.    | Libor Dušánek     | Ostrava           |           | 4           |
| 14.    | Jaroslav Volf     | Ústí nad Labem    |           | 3           |
| 15.    | František Volavý  | Karlovy Vary      |           | 2           |
| 16.    | Vilibald Arabas   | Ostrava           |           | 1           |

Body
1. místo – 8 bodů
2. místo – 6 body
3. místo – 4 body
4. místo – 3 body
5. místo – 2 body
6. místo – 1 bod
Započítávaly se 3 nejlepší výsledky ze 4.